# David Friedrich Wiser

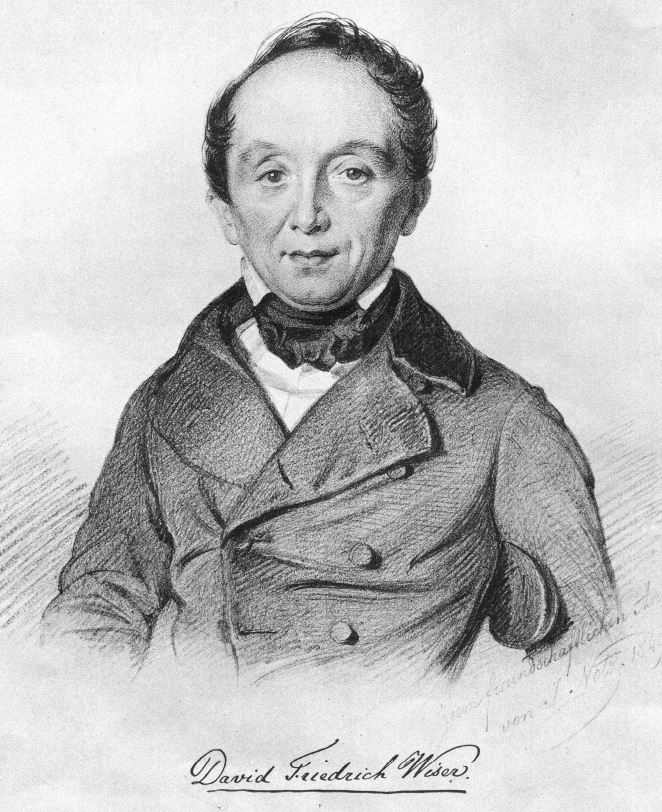
David Friedrich Wiser

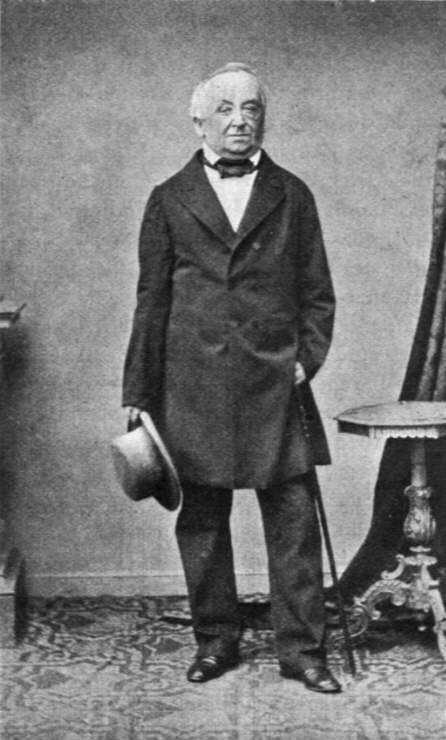
David Friedrich Wiser in den 1870ern

David Friedrich Wiser (* 6. Mai 1802 in Zürich; † 22. März 1878 ebenda) war ein Schweizer Kaufmann und Mineraloge.

## Leben und Werk
David Friedrich Wiser-Vögeli war der Sohn des Zürcher Eisenhändlers Johann David Wiser (1759–1840) und der Susanna Wiser geborene von Schmid. Um 1821 machte er eine geschäftliche und sprachliche Ausbildung in Lyon. Von 1827 bis 1836 führte er als Teilhaber mit seinem Vater und seinem Stiefbruder Heinrich Wiser-Balber (1787–1879) die Eisenhandlung Wiser (heute Pestalozzi + Co). Er wohnte im Haus «zur Farb», Münsterhof 12, in Zürich, das sein Vater 1825 gekauft hatte und in das die Eisenhandlung bis 1891 nach und nach umzog. 
Nachdem er aus gesundheitlichen Gründen aus der Firma ausgetreten war, beschäftigte er sich als Privatgelehrter und Autodidakt mit Mineralien. Er unternahm jährliche Reisen in die Alpen, hauptsächlich in Gebiete entlang der um 1830 ausgebauten Gotthardstrasse. Er pflegte einen engen Kontakt mit Strahlern, die er dazu bewegen konnte, dass sie nicht nur nach Bergkristallen suchten, sondern auch die übrigen kristallisierten Mineralien sammelten. Die ihm dadurch bekannt gewordenen Fundstätten veröffentlichte er von 1838 bis 1872 regelmässig im Neuen Jahrbuch für Mineralogie. Er war während 49 Jahren Mitglied der Zürcher Naturforschenden Gesellschaft.
Mit seinen Funden baute er eine mineralogische Sammlung auf, die später in die mineralogische Sammlung der ETH Zürich integriert wurde. Seine rund 8000 Sammlungsobjekte sind auserlesene Proben, kristallographisch oder paragenetisch hervorragende Stufen, die er jede für sich genau etikettiert und beschrieben hatte. Dabei benutzte er insbesondere die Lötrohrprobe und die Winkelmessungen mittels Anlegegoniometer oder durch Ausschneiden der zu messenden Kristallwinkel in Kartonstreifen, die er den Objekten beifügte. Wenn er nicht mehr weiter kam, zog er seinen Freund Arnold Escher von der Linth zu Rate. Das von ihm und anderen Mineralogen gesammelte Material bildete den Grundstock für die damalige Forschung.

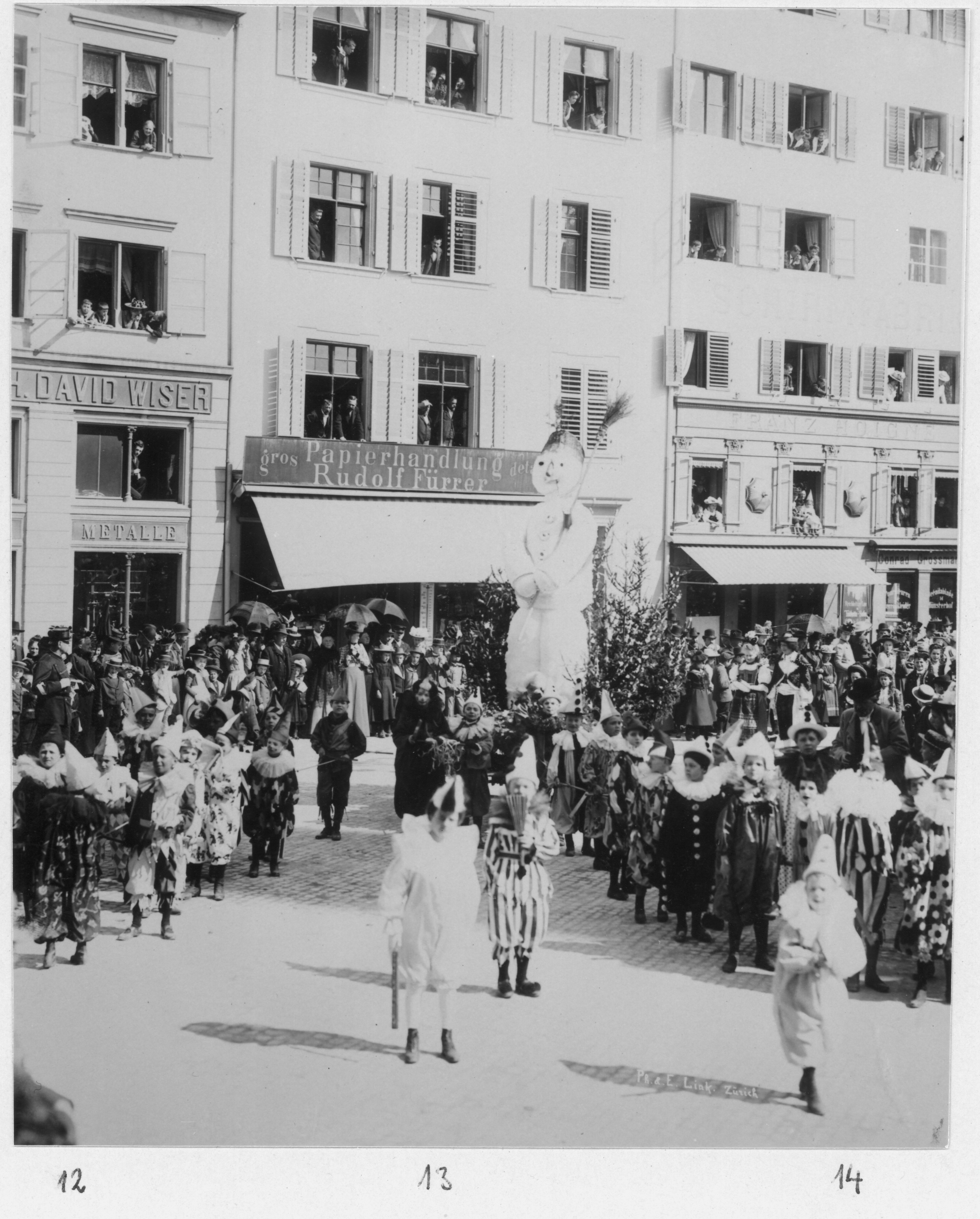
Wohnung und Sammlungszimmer des Privatgelehrten im 2. Stock über der Eisenhandlung am Münsterhof 12

Durch seine Studien und Publikationen ergab sich ein reger Austausch mit in- und ausländischen Mineralogen, die bei der Durchreise in Zürich seine Sammlung besichtigten. Er hatte massgebenden Anteil, dass Zürich im zweiten Drittel des 19. Jahrhunderts zu einer bekannten Forschungsstätte der Schweizer Mineralien wurde.
Die Universität Zürich verlieh ihm 1865 den Ehrendoktor Dr. phil. h. c. Das Mineral Wiserit wurde nach ihm benannt.

## Wissenschaftliche Publikationen
- 1838 bis 1872: Neues Jahrbuch für Mineralogie, Geognosie, Geologie und Petrefaktenkunde. K. C. von Leonhard, H. G. Bronn (Hrsg.)
- 1840 bis 1846:  Nachrichten über schweizerische Mineralien
- 1861 bis 1868: Mineralien der Schweiz
- 1862: Vierteljahrsschrift der Naturforschenden Gesellschaft in Zürich, redigiert von R. Wolf[6]
- David Friedrich Wiser: Über die in den Eisen - Gruben am Gonzen bei Sargans im Kanton St. Gallen vorkommenden Mineralien, nebst einigen Bemerkungen vermischten Inhaltes. In: Neues Jahrbuch für Mineralogie, Geognosie, Geologie und Petrefakten-Kunde. Jahrgang 1842, 1842, S. 505–527 (rruff.info [PDF; 761 kB; abgerufen am 5. November 2018]).